# 江山倭竹
江山倭竹（学名：Shibataea chiangshanensis）为禾本科倭竹属下的一个种。

## 扩展阅读
- 維基物種上的相關：江山倭竹